# Liste der Naturdenkmale in Stelzenberg
Die Liste der Naturdenkmale in Stelzenberg nennt die im Gemeindegebiet von Stelzenberg ausgewiesenen Naturdenkmale (Stand 2. April 2013).

## Naturdenkmale
| Nr.         | Bezeichnung                | Lage                                                  | Beschreibung        | Bild                          |
| ----------- | -------------------------- | ----------------------------------------------------- | ------------------- | ----------------------------- |
| ND-7335-254 | Talbrunnen                 | östlich des Ortes an der K 53 Lage                    | gefasste Quelle     | mehr Fotos \| Fotos hochladen |
| ND-7335-278 | Bergahorn am Lindenbrunnen | Trippstadter Straße, Ecke Kaiserslauterer Straße Lage | Acer pseudoplatanus | Fotos hochladen               |